# Bodø domprosteri

Prosterier i Sør-Hålogalands stift. Det röda området på kartan är Bodø domprosteri.

Bodø domprosteri (norska: Bodø domprosti) är ett kontrakt (prosteri, norska: prosti) i Sør-Hålogalands stift inom Norska kyrkan. Kontraktet omfattar kommunerna Bodø, Gildeskål, Meløy, Røst och Værøy i Nordland fylke i norra Norge.

## Socknar
Bodø domprosteri består av 13 socknar (norska: sokn eller sogn) inom fem kyrkliga samfälligheter (norska: kirkelige fellesråd), motsvarande kommunerna:

### Bodø kyrkliga samfällighet
- Bodins socken
- Bodø domkyrkas socken
- Innstrandens socken
- Kjerringøy socken
- Rønviks socken
- Saltstraumens socken
- Skjerstad og Misværs socken

### Gildeskåls kyrkliga samfällighet
- Gildeskåls socken

### Meløy kyrkliga samfällighet
- Fore og Meløy socken
- Glomfjords socken
- Halsa socken

### Røsts kyrkliga samfällighet
- Røsts socken

### Værøy kyrkliga samfällighet
- Værøy socken